# Албрехт III (Бавария)
Вижте пояснителната страница за други личности с името Албрехт III.
Албрехт III (на немски: Albrecht III. der Fromme; * 27 март 1401, Мюнхен; † 29 февруари 1460, Мюнхен, погребан в манастирската църква в Андекс) от фамилията Вителсбахи, e от 1438 г. херцог на Бавария-Мюнхен.

## Произход и ранни години
Син е на херцог Ернст и Елизабета Висконти, дъщеря на Бернабо Висконти, владетел на Милано от род Висконти.
През 1422 г. Албрехт III се бие в битката при Алинг, при която баща му го спасява. Той е управител при баща си и живее в периода 1433 – 1435 г. преди всичко в мюнхенската част на Щраубингската Ländchen.

## Управление
През 1438 г. баща му Ернст умира и Албрехт става херцог на Бавария-Мюнхен. През 1440 г. той отказва да приеме кралската корона на Бохемия. След измирането на Баварско-Инголщатската линия през 1447 г. той дава наследството си на Ландсхутския херцог Хайнрих XVI.
През 1455 г. херцог Албрехт обновява и разширява бенедиктинското абатство Андекс, в Андекс, до езерото Амерзе, където впоследствие е погребан. Той е силно религиозен и събира множество хора на изкуството в своя двор.

## Деца
На 6 ноември 1436 г. той се жени в Мюнхен за херцогиня Анна фон Брауншвайг-Грубенхаген (1414 – 1474), дъщеря на херцог Ерих I фон Брауншвайг-Грубенхаген-Айнбек и съпругата му Елизабет фон Брауншвайг-Гьотинген. От брака произлизат 10 деца:
- Йохан IV (1437 – 1463)
- Ернст (1438 – 1460)
- Зигмунд (1439 – 1501)
- Албрехт (1440 – 1445)
- Маргарета (1442 – 1479), брак от 1463 година с маркграф Фридрих I от Мантуа от Дом Гонзага (1441 – 1484)
- Елизабет (1443 – 1484), брак от 1460 с курфюрст Ернст I от Саксония (1441 – 1486)
- Албрехт IV (1447 – 1508), херцог на цяла Бавария, брак с ерцхерцогиня Кунигунда Австрийска (1465 – 1520)
- Христоф (1449 – 1493)
- Волфганг (1451 – 1514)
- Барбара (1454 – 1472), монахиня в Мюнхен